# 普赫拉
普赫拉，是西班牙安达卢西亚自治区马拉加省的一个市镇。 总面积24平方公里，总人口329人（2001年），人口密度14人/平方公里。